# Fullmåne (album)
Fullmåne är ett musikalbum med Anne Grete Preus, utgivet av skivbolaget Warner Music Norway som LP, kassett och CD 1988. Albumet anses vara hennes debutalbum. Alla texter är skrivna av Jens Bjørneboe.

## Låtlista
LP-versionen
Sida 1
1. "Ynglingen" – 4:10
2. "Vise om byen Hiroshima" – 4:22
3. "Besøk" – 4:29
4. "Tilegnelse" – 3:58
5. "Rosa-sangen" – 3:02

Sida 2
1. "Sommer i syd og nord" – 3:51
2. "10 bud for en ung man som vil frem i verden" – 4:08
3. "Hør hvor det lyves" – 1:30
4. "Til de sagtmodige" – 3:31
5. "Emigranten" – 3:50
6. "Den evige slagmark" – 3:16
7. "Diktene" – 1:22

CD-versionen
1. "Ynglingen" – 4:10
2. "Vise om byen Hiroshima" – 4:22
3. "Besøk" – 4:29
4. "Tilegnelse" – 3:58
5. "Rosa-sangen" – 3:02
6. "Rosen" – 1:54
7. "Cimabue" – 2:06
8. "Sommer i syd og nord" – 3:51
9. "10 bud for en ung man som vil frem i verden" – 4:08
10. "Hør hvor det lyves" – 1:30
11. "Til de sagtmodige" – 3:31
12. "Emigranten" – 3:50
13. "Den evige slagmark" – 3:16
14. "Diktene" – 1:22

- Musik: Anne Grete Preus
- Texter: Jens Bjørneboe

## Medverkande
Musiker
- Anne Grete Preus – sång, gitarr
- Frode Alnæs – gitarr
- Rolf Graf – basgitarr
- Per Vestaby – munspel
- Kjetil Bjerkestrand – keyboard, programmering
- Per Hillestad – trummor, percussion
- Per Kolstad – piano
- Nils Økland – violin
- Nils Petter Molvær – trumpet
- Minken Fosheim – sång
- Sidsel Endresen – sång

Produktion
- Anne Grete Preus – musikproducent, ljudmix
- Kjetil Bjerkestrand – musikproducent
- Sverre Erik Henriksen – musikproducent
- Svein Gundersen – musikproducent
- Jan Erik Kongshaug – ljudmix
- Viggo Jensen – foto
- Arne Nøst – omslagskonst